# João Amoêdo
João Dionisio Filgueira Barreto Amoêdo (Río de Janeiro, Brasil, 22 de octubre de 1962) es un banquero y político brasileño, ingeniero, deportista y administrador de empresas. Es uno de los fundadores de Partido Nuevo (NOVO), que presidió desde septiembre de 2015 hasta julio de 2017, y candidato presidencial por ese partido en la elección de 2018.

## Biografía
João Amoêdo es hijo del médico radiólogo Armando Rocha Amoêdo y de la dueña de la empresa Maria Elisa Filgueira Barreto, estudió en la Universidad Católica de Río. En 1987, Amoêdo se casó con Rosa Helena Nasser y juntas tienen tres hijas. En 1985, después de las graduaciones, participó del programa para trainees del Citibank, en el que fue aprobado. Posteriormente, en una clase de 60 trainees de todo Brasil, fue seleccionado por el banco, junto con otros 3 candidatos, para un programa piloto de entrenamiento en Puerto Rico, participando con personas de más de 10 países.
Es deportista, completando 10 maratones. En 2010, después de recuperarse de un linfoma, Amoêdo volvió a su rutina habitual, incluidos los deportes. Permanece activo hasta el día de hoy. Junto con 181 ciudadanos, fundó el Partido Nuevo (NOVO) el 12 de febrero de 2011. El 15 de septiembre de 2015, Novo aprobó su registro definitivo y Amoêdo se convirtió en el presidente del partido.

## Candidatura presidencial
La campaña presidencial de João Amoêdo en 2018 fue anunciada el 16 de noviembre de 2017; y el 4 de agosto de 2018, Amoêdo se convirtió en el candidato oficial del partido durante la convención. Fue definido como vicepresidente, el profesor y científico político Christian Lohbauer, formando una placa pura sangre. En su campaña promueve la libertad económica, la reducción del estado y está a favor de la Bolsa Família. Está a favor del liberalismo desde el punto de vista económico y asegura que el estado no debe intervenir en la escala de salarios de la empresa privada.
Amoêdo está en contra de las posiciones de su rival, el candidato Jair Bolsonaro y defiende el matrimonio entre personas del mismo sexo.